# Eko Yuli Irawan
Eko Yuli Irawan, född 24 juli 1989, är en indonesisk tyngdlyftare.

## Karriär
I juli 2021 vid OS i Tokyo tog Irawan silver i 61-kilosklassen efter att ha lyft totalt 302 kg. Han blev då den första idrottaren från Indonesien att ta medalj vid fyra raka olympiska spel.